# Zielona Góra repülőtér
A Zielona Góra repülőtér (IATA: IEG, ICAO: EPZG) Lengyelország egyik nemzetközi repülőtere, amely Babimost közelében található. Éves utasforgalma 17 128 fő (2017).

## Futópályák
A repülőtér futópályái:
- 06/24 (2500 m, 60 m, aszfaltbeton)

## Forgalom
Az utasforgalom az elmúlt években az alábbi módon változott:
| Utasok száma |      |      | 198  | 7813 | 8316 | 2813 | 12 290 | 8745 | 33 078 | 53 963 |
|              | 1993 | 1996 | 1999 | 2003 | 2006 | 2009 | 2012   | 2016 | 2019   | 2023   |